# Donald Tusk
Donald Franciszek Tusk ([ˈdɔnalt franˈt͡ɕiʂɛk ˈtusk] ⓘ, sinh ngày 22 tháng 4 năm 1957) là Thủ tướng Ba Lan từ năm 2007 đến tháng 9 năm 2014. Ông là người đồng sáng lập và là chủ tịch của đảng Civic Platform (Platforma Obywatelska). Ông được bầu làm Chủ tịch Hội đồng châu Âu vào ngày 30 tháng 8 năm 2014.
Tusk đã chính thức được chỉ định là Thủ tướng Ba Lan vào ngày 9 tháng 11 năm 2007 và nhậm chức vào ngày 16 tháng 11. Nội các của ông đã giành được sự tin tưởng của Sejm vào ngày 24 tháng 11 năm 2007. Ông hiện là Thủ tướng tại vị lâu nhất của nước Cộng hòa thứ ba của Ba Lan. Trong tháng 10 năm 2011, đảng Civic Platform của Tusk đã giành được đa số ghế trong cuộc bầu cử quốc hội Ba Lan, đưa Tusk trở thành Thủ tướng đầu tiên được tái đắc cử kể từ khi chủ nghĩa cộng sản sụp đổ tại Ba Lan.
Tusk bắt đầu sự nghiệp chính trị của mình như là một nhà hoạt động ở thị trấn nơi ông sống Gdańsk, hỗ trợ Công đoàn Đoàn kết và tổ chức các hoạt động trong sinh viên đại học. Với ngoại lệ bốn năm giãn cách, Tusk đã phục vụ trong quốc hội Cộng hòa thứ ba Ba Lan gần như liên tục kể từ khi được bầu cử lần đầu tiên vào năm 1991. Ông là Phó ban Phát ngôn của Thượng viện từ 1997 đến 2001 và Phó Sejm từ năm 2001 đến năm 2005. Ông cũng từng là lãnh đạo của phe đối lập trong giai đoạn 2003-2007.
Vào ngày 30 tháng 8 năm 2014, tại một cuộc họp đặc biệt của Hội đồng Liên minh châu Âu, Tusk được công bố sẽ là Chủ tịch tiếp theo của Hội đồng châu Âu và sẽ nhậm chức ngày 1 tháng 12 năm 2014.
Ngày 9 tháng 3 năm 2017, Tusk được bầu lại ở vị trí này cho nhiệm kỳ thứ 2, kéo dài tới 30 tháng 11 năm 2019. Ông nhận được 27/28 phiếu thuận; phiếu chống là từ chính phủ nước ông, Ba Lan.
Ngày 13 tháng 12 năm 2023, ông quay lại làm Thủ tướng Ba Lan sau khi người tiền nhiệm của ông, Mateusz Morawiecki bị bỏ phiếu bất tín nhiệm.